# Summer Wishes, Winter Dreams
Summer Wishes, Winter Dreams es una película dramática estadounidense de 1973 dirigida por Gilbert Cates, protagonizada por Joanne Woodward, Martin Balsam, Sylvia Sidney y Tresa Hughes, y escrita por Stewart Stern. Cuenta la historia de una ama de casa de la ciudad de Nueva York que reconsidera sus relaciones con su esposo, sus hijos y su madre.

## Sinopsis
Rita Walden es una neoyorquina deprimida y de mediana edad. Siempre cansada, Rita es propensa a las pesadillas, y cuando sueña con pensamientos más agradables, son de su infancia en la granja familiar. En su mente, se conformó con el segundo mejor cuando se casó con su esposo oftalmólogo, Harry, ya que todavía piensa en cómo habría sido la vida con el granjero mayor del que estaba enamorado cuando tenía 12 años y medio. 
Ella está constantemente discute con su madre, su hermana Betty y su hija mayor Anna, que tiene sus propios problemas. Rita está separada de su hijo Bobby; ella niega su orientación homosexual. Después de que la madre de Rita muere repentinamente, Rita está al borde de un colapso nervioso al tratar con el patrimonio de su madre, especialmente cuando la familia habla de vender su amada granja, que todavía tiene la intención de transmitir a Bobby. Harry piensa que unas vacaciones europeas ayudarían a Rita a aclarar su mente.

## Reparto
- Joanne Woodward como Rita Walden.
- Martin Balsam como Harry Walden.
- Sylvia Sidney como Mrs. Pritchett
- Tresa Hughes como Betty Goody.
- Dori Brenner como Anna.
- Ron Rickards como Bobby Walden.
- Win Forman como Fred Goody.
- Peter Marklin como Joel.
- Nancy Andrews como Mrs. Hungerford
- Minerva Pious como mujer en el teatro.
- Sol Frieder como hombre en el teatro.
- Helen Ludlam como la abuela.
- Grant Code como el abuelo.
- Gaetano Lisi como estudiante en el teatro.
- Lee Jackson como Carl.